# Korzbok
 Korzbok (Korzbog, Cordebok, Korczbach, Korczbok) – polski herb szlachecki.

## Opis herbu
W polu srebrnem, a lepiej błękitnem trzy  złote karpie jeden nad drugim w poprzek w lewo lub prawo.
W klejnocie trzy pióra strusie.
Kosiński i Ostrowski podają: Nad hełmem w koronie pięć piór strusich.

## Najwcześniejsze wzmianki
Najstarsza wzmianka o herbie pochodzi z 1322 roku. Herb pochodzenia śląskiego. Najwcześniejsze polskie źródło heraldyczne wymieniające herb to datowane na lata 1464–1480 Insignia seu clenodia Regis et Regni Poloniae polskiego historyka Jana Długosza. Zapisuje on informacje o herbie wśród 71 najstarszych polskich herbów szlacheckich we fragmencie: "Corczbog, que tres pisces, qui carpones vocantur, unum super alterum locatum, defert in campo rubeo. De genere Theutonico ortum habens.".

## Herbowni
Herbem Korzbok posługiwały się następujące rodziny: Brzozogajski, Gliński, Kamieński, Koropaski, Korzbok, Korzylecki, Kozielecki, Kozłowski, Łącki, Niegolewski, Niesiołowski, Rybałtowski, Rybieński, Rybiński, Samotworski, Saplica, Sarnowski, Soplica, Stryjkowski, Strykowski, Suplica,Tucholski, Tuchołka, Witkiewicz, Witkowski, Zajdlicz, Zajlicz, Zawadzki, Zaydlic, Zaydlicz, Zayglic, Zeydler, Zeydlicz, Zydlicz.
Być może również: Karchowski, Korzebok, Kurzbach, Seydlitz, Seidlitz.